# Kiełpino Kartuskie
Kiełpino Kartuskie – przystanek kolejowy w Kiełpinie, w gminie Kartuzy, w województwie pomorskim. Według klasyfikacji PKP ma kategorię dworca lokalnego. Na przystanku zatrzymywały się pociągi kursujące pomiędzy Kościerzyną a Gdynią Główną.

## Ruch pasażerski
| Rok  | Wymiana pasażerska na dobę |
| ---- | -------------------------- |
| 2017 | 300-499                    |
| 2022 | 200-299                    |

Na przystanku znajduje się jedna krawędź peronowa. W budynku dworcowym znajduje się poczekalnia oraz nieczynna kasa biletowa. W 2014 wybudowano nowy peron. Od 30 czerwca 2025 w związku z modernizacją linii kolejowej nr 201 przystanek jest zawieszony.